# Starkův jev

Starkův jev - vodík

Jako Starkův jev (Starkův efekt) se ve fyzice označuje štěpení spektrálních čar v důsledku změny vlnové délky emitovaného fotonu, která je způsobena působením silného příčného elektrického pole na zdroj záření, tedy atom. Jev byl pojmenován po svém objeviteli, německém fyziku, Johannu Starkovi.
Vzdálenost rozštěpených spektrálních čar je úměrná síle elektrického pole.
Starkův jev je analogií Zeemanova jevu, při kterém dochází k rozštěpení spektrálních čar v důsledku působení magnetického pole.